# Joannie Rochette
Joannie Rochette (Montreal, Quebec, 13 de janeiro de 1986) é uma patinadora artística canadense.
Joannie disputou os Jogos Olímpicos de Vancouver, em 2010. Nele, emocionou o público ao competir mesmo após a morte de sua mãe dias antes do evento. Na final individual disputada em 25 de fevereiro, Joannie conquistou o bronze, superada pela japonesa Mao Asada e pela sul-coreana Kim Yu-Na.

## Principais resultados
| Resultados | Resultados    | Resultados      | Resultados      | Resultados        | Resultados       | Resultados       | Resultados        | Resultados       | Resultados        | Resultados        | Resultados       | Resultados        | Resultados    | Resultados    | Resultados    | Resultados    |
| Internacional | Internacional | Internacional   | Internacional   | Internacional     | Internacional    | Internacional    | Internacional     | Internacional    | Internacional     | Internacional     | Internacional    | Internacional     | Internacional | Internacional | Internacional | Internacional |
| Evento/Temporada | 1998– 1999    | 1999– 2000      | 2000– 2001      | 2001– 2002        | 2002– 2003       | 2003– 2004       | 2004– 2005        | 2005– 2006       | 2006– 2007        | 2007– 2008        | 2008– 2009       | 2009– 2010        | 2010– 2011    | 2011– 2012    |               | 2013– 2014    |
| --- | ------------- | --------------- | --------------- | ----------------- | ---------------- | ---------------- | ----------------- | ---------------- | ----------------- | ----------------- | ---------------- | ----------------- | ------------- | ------------- | ------------- | ------------- |
| Jogos Olímpicos |               |                 |                 |                   |                  |                  |                   | 5.ª              |                   |                   |                  | Medalha de bronze |               |               |               |               |
| Campeonato Mundial |               |                 |                 |                   | 17.ª             | 8.ª              | 11.ª              | 7.ª              | 10.ª              | 5.ª               | Medalha de prata |                   |               |               |               |               |
| Campeonato dos Quatro Continentes |               |                 |                 | 9.ª               | 8.ª              | 4.ª              |                   |                  | Medalha de bronze | Medalha de prata  | Medalha de prata |                   |               |               |               |               |
| GP Grand Prix Final |               |                 |                 |                   |                  |                  | Medalha de bronze |                  |                   |                   | 4.ª              | 5.ª               |               |               |               |               |
| GP Cup of China |               |                 |                 |                   |                  |                  | Medalha de bronze |                  |                   |                   |                  | Medalha de bronze |               |               |               |               |
| GP Cup of Russia |               |                 |                 |                   |                  | 4.ª              |                   |                  |                   | Medalha de bronze |                  |                   |               |               |               |               |
| GP Skate Canada International |               |                 |                 |                   |                  | 10.ª             |                   | Medalha de prata | Medalha de ouro   | Medalha de bronze | Medalha de ouro  | Medalha de ouro   |               |               |               |               |
| GP Trophée Éric Bompard |               |                 |                 |                   |                  |                  | Medalha de ouro   | 4.ª              | 4.ª               |                   | Medalha de ouro  |                   |               |               |               |               |
| Bofrost Cup on Ice |               |                 |                 |                   |                  | Medalha de ouro  |                   |                  |                   |                   |                  |                   |               |               |               |               |
| Internacional – Júnior |               |                 |                 |                   |                  |                  |                   |                  |                   |                   |                  |                   |               |               |               |               |
| Campeonato Mundial Júnior |               |                 | 8.ª             | 5.ª               |                  |                  |                   |                  |                   |                   |                  |                   |               |               |               |               |
| JGP JGP França |               |                 | 5.ª             |                   |                  |                  |                   |                  |                   |                   |                  |                   |               |               |               |               |
| JGP JGP Itália |               |                 |                 | Medalha de bronze |                  |                  |                   |                  |                   |                   |                  |                   |               |               |               |               |
| JGP JGP México |               |                 | 4.ª             |                   |                  |                  |                   |                  |                   |                   |                  |                   |               |               |               |               |
| JGP JGP Polônia |               |                 |                 | 5.ª               |                  |                  |                   |                  |                   |                   |                  |                   |               |               |               |               |
| Internacional – Noviço |               |                 |                 |                   |                  |                  |                   |                  |                   |                   |                  |                   |               |               |               |               |
| Mladost Trophy |               | Medalha de ouro |                 |                   |                  |                  |                   |                  |                   |                   |                  |                   |               |               |               |               |
| Nacional |               |                 |                 |                   |                  |                  |                   |                  |                   |                   |                  |                   |               |               |               |               |
| Campeonato Canadense |               |                 |                 | Medalha de bronze | Medalha de prata | Medalha de prata | Medalha de ouro   | Medalha de ouro  | Medalha de ouro   | Medalha de ouro   | Medalha de ouro  | Medalha de ouro   |               |               |               |               |
| Campeonato Canadense – Júnior |               |                 | Medalha de ouro |                   |                  |                  |                   |                  |                   |                   |                  |                   |               |               |               |               |
| Campeonato Canadense – Noviço | 15.ª          | Medalha de ouro |                 |                   |                  |                  |                   |                  |                   |                   |                  |                   |               |               |               |               |
| Equipes |               |                 |                 |                   |                  |                  |                   |                  |                   |                   |                  |                   |               |               |               |               |
| Troféu Mundial por Equipes |               |                 |                 |                   |                  |                  |                   |                  |                   |                   | 2T/1P            |                   |               |               |               |               |
| Japan Open |               |                 |                 |                   |                  |                  |                   |                  |                   |                   |                  | 2T/1P             | 2T/1P         | 1T/2P         | 2T/2P         |               |
| |               |                 |                 |                   |                  |                  |                   |                  |                   |                   |                  |                   |               |               |               |               |
| Legenda: GP = Grand Prix; JGP = Grand Prix Júnior; T = Posição da equipe; P = Posição individual; Competição não foi disputada nesta temporada |               |                 |                 |                   |                  |                  |                   |                  |                   |                   |                  |                   |               |               |               |               |